# Palazzolo Vercellese
Palazzolo Vercellese är en ort och kommun i provinsen Vercelli i regionen Piemonte, Italien. Kommunen hade 1 187 invånare (2018).